# HD 4208 b
HD 4208 b o Xolotlán és un planeta extrasolar situat en l'estrella HD 4208. Va ser descobert l'any 2001. El planeta és probablement una mica menys massiu que Júpiter, encara que només es coneix la seva massa mínima. Orbita l'estel a una distància de 1,67 UA, una mica més lluny que Mart orbita el Sol. La seva excentricitat és molt baixa, la qual cosa significa que l'òrbita és molt circular.
Encara que el planeta tingués llunes grans, són probablement massa fredes per mantenir la vida tret que tinguen els oceans del subsòl, com Europa, lluna de Júpiter, se sospita que té.